# گائیدر
گائیدر، روستایی از توابع بخش موچش شهرستان کامیاران در استان کردستان ایران است.

## جمعیت
این روستا در دهستان امیرآباد در ۳کیلومتری شمال شهر موچش قرار دارد و براساس سرشماری مرکز آمار ایران در سال ۱۳۸۵، جمعیت آن ۱۰۵ نفر (۳۱خانوار) بوده‌است.
دارای مناظر زیبای طبیعی و بکر می‌باشد.
شغل مردم این روستا اکثر کشاورزی و دامپروری است، جاده آسفالته و در بهار بسیار زیبا می‌باشد.
در سال ۱۳۹۱ طبق مصوبه دولت نام این روستا به سلطان سراج تغییر یافت. 